# Synagoge (Puderbach)

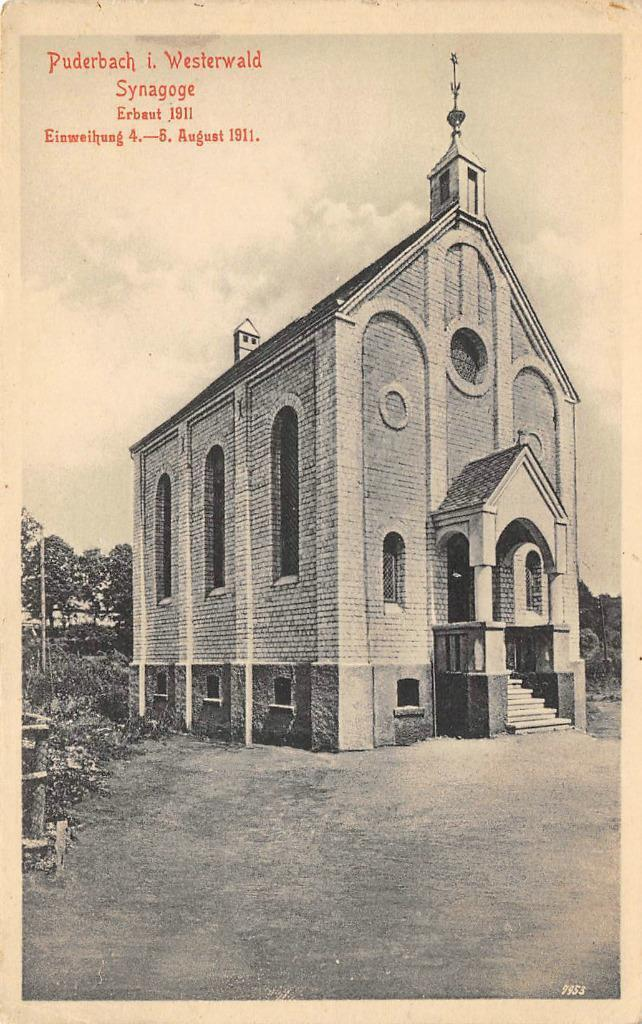
Ansichtskarte mit der Synagoge in Puderbach (1911)

Die Synagoge in Puderbach, einer Ortsgemeinde im Landkreis Neuwied, wurde 1910/11 errichtet. Die Synagoge stand an der Barentoner Straße unmittelbar an der Eisenbahnlinie.

## Geschichte
Die Synagoge, die vom Bauunternehmer Johann-Philipp Spies aus Puderbach errichtet wurde, konnte am 4. und 5. August 1911 feierlich eingeweiht werden. Sie hatte eine Grundfläche von 9 mal 7 Metern und besaß seitlich hohe Rundbogenfenster. An der Westfassade hatte sie einen Portalvorbau mit einem Treppenaufgang, der zur Frauenempore führte.
Beim Novemberpogrom 1938 wurde die Synagoge durch SS-Männer niedergebrannt. Die Ruine wurde kurze Zeit später abgebrochen und das Grundstück wurde verkauft.

## Gedenken
Am 10. November 1979 wurde zur Erinnerung an die jüdischen Einwohner und die Synagoge von Puderbach eine Gedenktafel an der Friedhofskapelle angebracht.  
Im November 2012 wurde an der Rückseite des Puderbacher Sparkassengebäudes eine Gedenktafel angebracht zur Erinnerung daran, dass an diesem Standort die Synagoge stand.